# Le Miroir de Satan
Le Miroir de Satan (titre original : Mirror) est un roman d'horreur écrit par Graham Masterton, publié en 1981 par l'édition Severn House.  
Écrit à la première personne, le roman relate les déboires de Ricky Delatolla, un antiquaire américain habitant Rancho Santa Fe, qui reçoit un jour (et malgré lui) un fauteuil possédé qui va finir par lui pourrir la vie. L'histoire narre l'histoire d'un scénariste qui achète un miroir qui ouvre une porte vers un monde inversé infernal. Graham Masterton a voulu proposer avec cette histoire le pendant horrifique du roman De l'autre côté du miroir de Lewis Carroll. Alice, Satan et Hollywood y constituent les pièces maîtresses du roman selon François Truchaud.

## Résumé
Martin Williams est un scénariste qui travaille sur un scénario de la série télévisée L'Agence tous risques. Obsédé par la vie du jeune acteur Boofuls qui a été assassiné sauvagement alors qu'il était enfant, il tente en vain de vendre le scénario d'un film sur la vie de son héros au producteur Morris Nathan. Un jour, il acquiert un miroir somptueux et immense qui appartenait au jeune Boofils. Il a certainement reflété l'assassinat de ce dernier. Martin Williams découvre que le miroir est possédé pas Satan lui-même. Boofuls a kidnappé Emilio, le petit-fils de cinq ans du propriétaire de Martin, et l'a séquestré dans le monde inversé du miroir. Pour le récupérer, Booful lui demande de terminer un film avec lui en premier rôle qu'il avait entamé dans les années 1930.   

## Incipit
« Morris Nathan leva devant les yeux ses lunettes de soleil aux branches repliées, les tenants comme un face-à-main, et contempla avec satisfaction sa quatrième femme tandis qu'elle décrivait des cercles paresseux autour de la piscine, allongée sur son matelas pneumatique. »